# Замок Ньюджент
Замок Ньюджент (англ. Nugent Castle) — один из замков Ирландии, расположен в городе Делвин, графство Западный Мит. Иногда этот замок называют замком Делвин, но замком Делвин называют еще один замок — замок Клонин на окраине города. Сейчас замок Ньюджент находится в руинах.

## История
Замок Ньюджент построил в 1181 году норманнский феодал Хью де Лейси после англо-норманнского завоевания Ирландии для защиты завоеванных земель от ирландских кланов, которые пытались вернуть себе свои исконные земли. Хью де Лейси — лорд Мит построил замок для брата своей жены Гилберта де Ньюджента, который прибыл в Ирландию вместе с Хью де Лейси в 1171 году во время завоевания Ирландии и поселился на земле Дэлвин, или по-ирландски Делбна Мор. Гилберт где Ньюджент получил титул барона Делвин. Позже, в 1639 году Ричард Ньюджент — I граф Уэстмит на окраинах города построил себе другой замок, а этот был заброшен и превратился в руину. Руины замка сейчас стоят в центре города Делвин.
Баронам Делвин постоянно угрожали ирландские кланы Махон и О'Рейли, сохранившие свою независимость от короны Англии и постоянно воевавшие с англо-норманнскими феодалами. Однако независимые ирландские королевства и кланы не смогли объединиться для противодействия английской агрессии. До XVI века война шла с переменным успехом, ирландским кланам даже удалось потеснить английских феодалов и колонистов. С приходом к власти Тюдоров в Англии началось новое наступление Англии на ирландские кланы. Феодалы Ньюджента и Планкетта начали наступление на кланы Махон и О'Рейли.
В 1532 году Ричард Ньюджент — XII барон Делвин (Черный Барон) построил замок Росс на южном берегу озера Лох-Шелин на месте древнего замка клана О'Рейли. XIII барон Делвин — тоже по имени Ричард Ньюджент был убит в бою с кланом О'Рейли возле Финни в 1559 году. До своей смерти он владел конфискованными церковными землями в графстве Каван — в Англии прошла Реформация и земли католических монастырей в Ирландии конфисковывались. Во времена массовой колонизации Ирландии английскими и шотландскими поселенцами, феодалы Ньюджента владели обширными землями в южном Каване, в том числе землями приходов Баллимахуг и Муллагоран. Феодалы Ньюджента всегда были «людьми короля» и имели поддержку со стороны королевской власти Англии. Феодалы Ньюджента постоянно расширяли свои владения.
Ричард Ньюджент (Черный Барон) — XII барон Делвин имел в Ирландии крайне плохую репутацию. Он жестоко притеснял и грабил ирландское население. Сохранился рассказ об одной истории, которая произошла в Россе. Женщина испекла хлеб и положила его на окно, чтобы хлеб остыл. Мимо бежал пес и схватил эту буханку хлеба. Женщина высунулась в окно и крикнула: «Вор!» Собака испугалась и бросила хлеб. В это время мимо шел бродяга-нищий, который устал и лег под деревом отдохнуть. В этот день Черный Барон уехал на охоту, услышал крики и возмутился, что в его владениях происходят разные безобразия. Увидев нищего, он приказал схватить его и тут же повесить, что и было сделано. Позже горожане нашли хлеб, который украла собака, а на месте где повесили невиновного нищего местные жители поставили крест и помнят эту историю еще и до сих пор, хотя прошло уже почти 500 лет.
Семья Ньюджент сохранила верность католичеству не смотря на Реформацию в владениях Англии и преследования католиков. Кристофер Ньюджент — XIV барон Делвин приобрел новые земли в Каване и в Финни. Во время Девятилетней войны в Ирландии в 1594-1605 годах бароны Делвин активно поддерживали корону Англии.
В 1641 году вспыхнуло восстание за независимость Ирландии. Ньюдженты были католиками, поэтому стали на сторону повстанцев После подавления восстания Оливером Кромвелем земли у них были конфискованы.
Но одна ветвь семьи Ньюджент продолжали жить и владеть землей в Каване, в Фарренконнелле, в баронстве Маунтньюджент, недалеко от замка Росс. Именно эта ветвь семьи и дала название поселку Маунтньюджент. Самым известным человеком из этой семьи был генерал-майор сэр Оливер Ньюджент, командовавший знаменитой 36-й дивизией Ольстера в Первой мировой войне. Последний Ньюджент жил в Фарренконнелле и умер в 1980-х годах.